# グリゾリーア
グリゾリーア（イタリア語: Grisolia）は、イタリア共和国カラブリア州コゼンツァ県にある、人口約2,200人の基礎自治体（コムーネ）。

## 地理

### 位置・広がり

#### 隣接コムーネ
隣接するコムーネは以下の通り。
- ブオンヴィチーノ
- ディアマンテ
- マイエラ
- モッタフォッローネ
- サン・ドナート・ディ・ニネーア
- サン・ソスティ
- サンタ・マリーア・デル・チェドロ
- ヴェルビカーロ

## 行政

### 分離集落
グリゾリーアには、以下の分離集落（フラツィオーネ）がある。
- Grisolia Scalo, Scalo Ferroviario, Finieri, Valle dell'Orco, Grisolia Lido, Acchio-Fiumicello, Pantanelli